# 7.7×58mm 아리사카

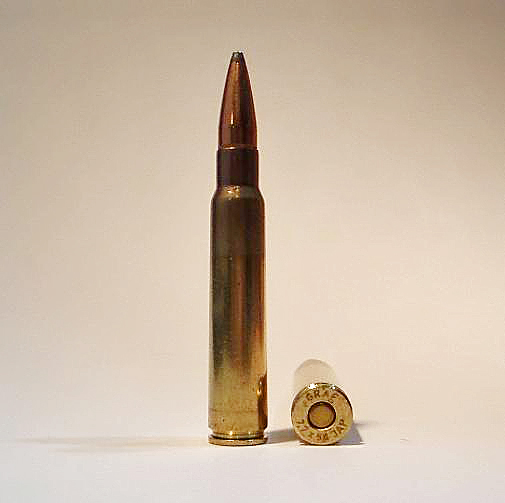

7.7×58mm 아리사카 탄약은 제2차 세계 대전 동안 일본 제국 육군과 일본 제국 육군 항공대의 표준 군용 탄약이었다. 7.7×58mm 탄약은 소총 및 기관총용 6.5×50mmSR 아리사카 탄약의 후속으로 설계되었으나, 종전까지는 완전히 대체하지 못했다.

## 역사

### 개발
제1차 세계 대전 말기, 일본군은 로고 코가타 수상 비행정과 같은 초기 항공기에 장착된 기관총용 .303 브리티시 탄약의 형태로 7.7mm 탄환을 경험하게 된다. 일본 제국 해군은 7.7mm 명칭 아래 림드 .303 구경 기관총을 계속 장비했지만, 일본 제국 육군은 보병과 일본 제국 육군 항공대를 위해 다양한 세미 림드 및 림리스 탄피로 자체 7.7mm 탄약을 개발하려고 했다. 림리스 7.7×58mm 탄약은 1919년 시제 7.7mm 보병 소총용으로 처음 시험되었다. 1920년대와 1930년대 내내 실험이 계속되었지만, 공랭식 항공기 기관총 개발이 우선시되었다.
1920년, 일본 제국 육군은 새로운 기관총 시리즈 개발을 시작하여 89식 항공기 기관총 변형의 채택으로 이어졌고, 7.7×58mm 세미 림드 탄약은 1930년에 지정되었다. 7.7×58mm 탄약은 납이 채워져 있었고 백동으로 도금된 재킷을 가졌으며 무게는 10.5g (162그레인)이었다. 예광탄, 철갑탄, 소이탄, 고폭탄도 89식 특수 탄약으로 채택되었고, 이들의 명칭은 1934년에 공중 및 지상 사용 기관총용으로 92식으로 업데이트되었다. 89식 탄약은 제2차 세계 대전 내내 육군 항공기에서 계속 사용되었다. 1933년 보병용 92식 중기관총이 채택된 후, 7.7×58mmSR 89식 탄약은 종말 탄도학을 개선하기 위해 특별히 더 무거운 탄환이 요청되어 황동 재킷을 가진 13.2g (203.7그레인) 탄환을 수용하도록 수정되었다. 이 탄약은 1934년 보병용 중기관총용 92식 탄약으로 지정되었다.
그러나 1937년, 남부 기지로의 ZB-30 복제품인 97식 차량 탑재 중기관총의 시험에서 림리스 탄약이 더 나은 성능을 보이는 것으로 밝혀졌다. 이 기관총은 직선형 이중 스택 탄창으로 급탄되었는데(즈브로요프카 브르노는 림드 탄환용 곡선형 탄창에 대한 특허를 가지고 있었지만, 어떤 이유로 일본은 이를 복사하지 않았다). 그 결과, 1937년 후반에 92식 탄피의 림을 12.7mm에서 12.0mm로 줄이면서 동일한 탄환 무게를 유지한 97식 림리스 7.7×58mm 탄약이 채택되었다. 97식 탄약의 탄피는 나중에 99식 소총과 경기관총 개발 중인 1940년에 수정되었는데, 단거리 표적에는 11.8g (182그레인)의 더 가벼운 탄환이 더 효율적이라고 결정되었기 때문이었다.
1940년 림리스 99식 7.7×58mm 탄약이 최종적으로 채택되면서, 97식 탄약의 림 직경은 12.1mm로 표준화되었고, 후기 생산 92식 탄약은 물류를 더욱 간소화하기 위해 탄피 림의 직경을 12.7mm에서 12.1mm로 줄여 수정되었다. 이는 다른 탄환 무게로 인한 정확도 차이는 있지만, 기존 7.7×58mm 변형 탄약, 특수 탄약을 포함하여 99식 소총과 경기관총에 장전할 수 있게 했다. 그럼에도 불구하고, 기존의 세미 림드 탄약은 제2차 세계 대전 동안 92식 중기관총에 계속 사용되었다.

### 제2차 세계 대전 중 탄약 변형
| 탄환   | 재킷      | 표시 코드             | 설명                                 |
| ------ | --------- | --------------------- | ------------------------------------ |
| 보통탄 | 길딩-메탈 | 분홍색 또는 연어색 띠 | 재킷이 입혀진 납심 탄환              |
| 철갑탄 | -         | 검은색 띠             | 강철 심을 가진 황동 탄환             |
| 예광탄 | 백동      | 녹색 띠               | 납 탄환 내부에 발광 심               |
| 소이탄 | 백동      | 자홍색 띠             | 납 피막 내부에 백린 심               |
| 고폭탄 | 길딩-메탈 | 보라색 띠             | 납 피막의 뭉툭한 탄두 내부에 PETN 심 |

## 현대 장전
7.7×58mm 아리사카는 스포츠용 탄약으로, 적절한 탄환 선택으로 대부분의 대형 사냥감에 적합하다. 7.7mm 아리사카는 .303 브리티시와 동일한 .311-.312인치 탄환을 사용할 수 있으며, 표준 군용 장전은 .303 브리티시와 동일한 총구 에너지를 전달했다. 공장 장전 탄약과 황동 탄피는 노르마, 그라프, 혼아디에서 구할 수 있으며, 시에라와 스피어도 사용 가능한 탄환을 생산한다. 재장전 가능한 탄피는 .30-06 황동을 재성형하거나, 8×57mm 마우저를 수정하고 넥다운하여 생산할 수 있다. .30-06에서 파생된 탄피는 약간 작아서 발사 시 탄두 바로 앞에서 약간 부풀어 오르고, 8×57mm IS에서 파생된 탄피는 약간 짧다. 정확한 치수의 일반 탄피도 약간 부풀어 오르지만, 이는 이 시대의 대부분의 일본 소총이 매우 더러운 약실에서도 볼트를 닫을 수 있도록 약간 크게 만들어진 약실을 가지고 있었기 때문이다.

## 갤러리

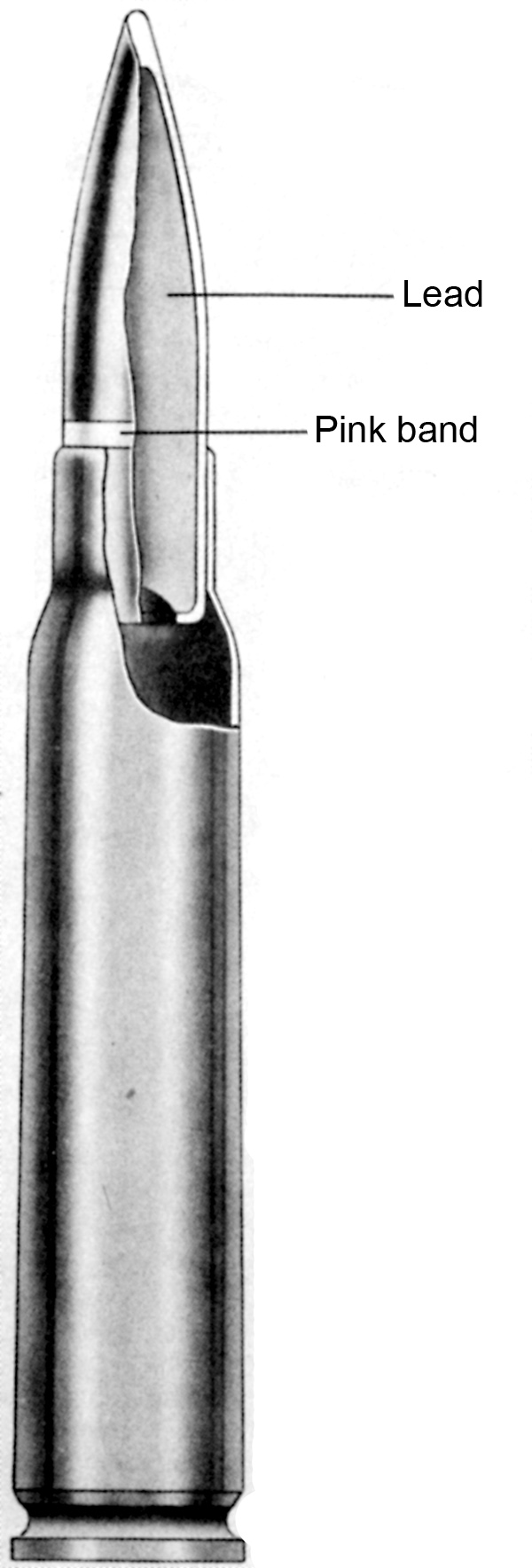
탄약의 단면도
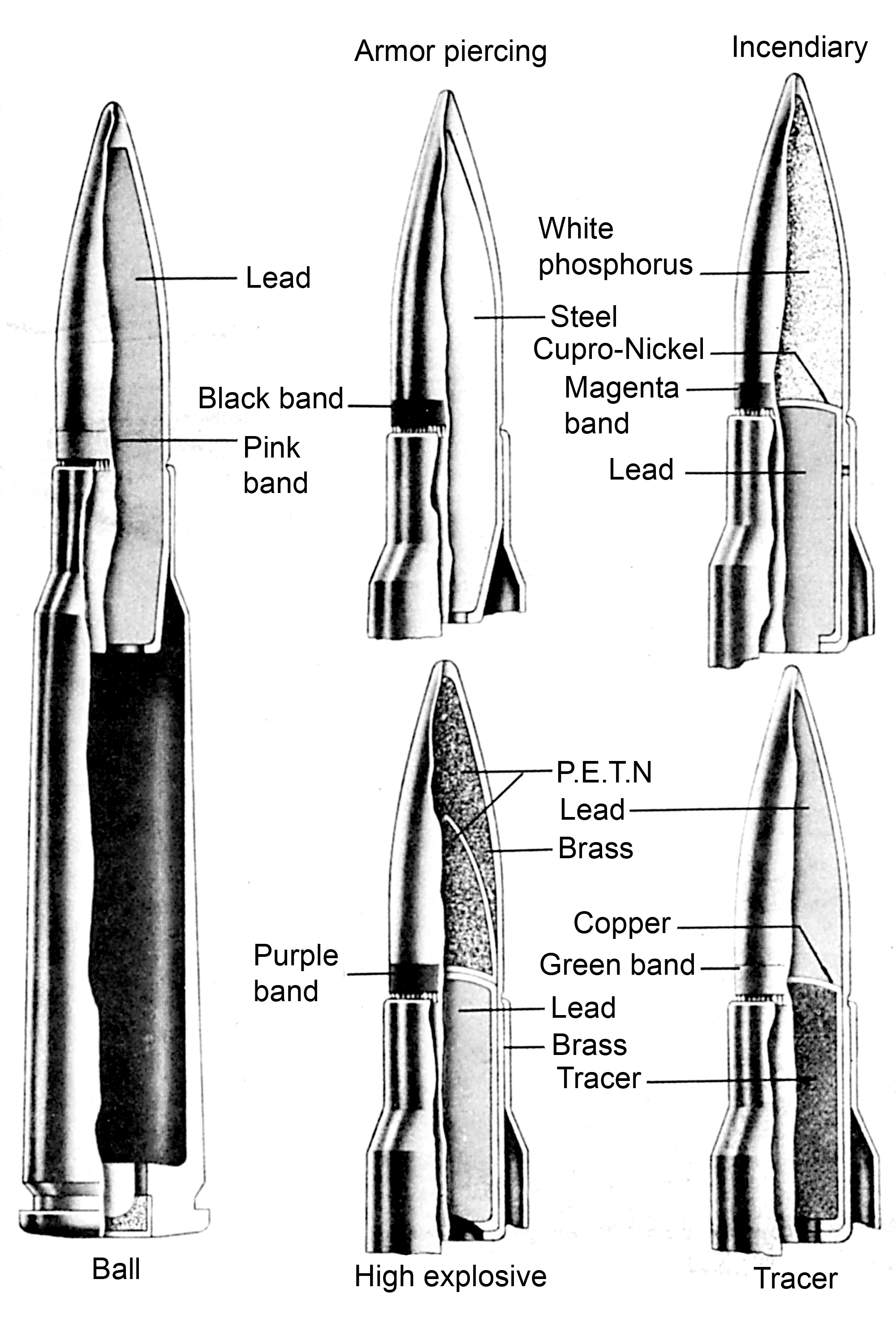
92식 7.7x58mmSR 탄약

## 같이 보기
- 소총 탄약 목록
- 7mm 구경—다른 7mm 탄약
- 권총 및 소총 탄약표